# Heckler & Koch G36
Heckler&Koch Gewehr 36, G36 — сімейство стрілецької зброї, розроблене на початку 1990-х німецької компанією Heckler & Koch для заміни добре відомої автоматичної гвинтівки HK G3.
З конструктивної точки зору механіка зброї являє собою варіант гвинтівки AR-18, розробленою на початку 1960-х років в США, але виготовлений з широким використанням сучасних матеріалів, в тому числі — високоміцних полімерів для ствольної коробки.

## Історія
Пошук заміни G3 почався в 1970 року, коли були сформульовані тактико-технічні вимоги до нового автомата. Контракт на її розробку отримала Heckler&Koch, за 18 років створила автомат G11 під безгільзовий патрон. Однак G11 на озброєння не надійшла, і в 1992 році бундесвер повернувся до питання заміни G3.
На це були такі причини:
1. До 90-х років армії всіх провідних країн перейшли до автоматів під малоімпульсний патрон. Тільки Німеччина зберегла відданість патронові 7,62 × 51 мм НАТО, що до цього часу було вже анахронізмом. Це суперечило і програмі стандартизації НАТО, де патрон 7,62 × 51 мм рекомендувався для єдиних кулеметів і снайперських гвинтівок.
2. Змінилися завдання бундесверу. Після падіння «залізної завіси» військова доктрина ФРН радикально змінилася. Першочерговими цілями бундесверу стали миротворчі та антитерористичні операції, боротьба з наркотрафіком і контрабандою. Це зажадало високої надійності зброї при будь-якому кліматі: у горах і пустелях, при сильній запиленості, при тривалій відсутності належного обслуговування і мастила. Важка і громіздка G3 мало підходила для даних цілей і умов, а ефективність стрільби чергами при такому потужному набої була не найкращою.
3. Крім морального старіння, системи піхотної зброї (P1, MP2, G3, MG3) виробили свій ресурс фізично і вимагали заміни. Відновлювати виробництво застарілих систем озброєння для заміни зношених зразків було нерозумно.

Фінансова ситуація бундесверу на початку 90-х років істотно відрізнялася від положення 70-80-х років і тому було прийнято рішення не фінансувати розробку нових моделей стрілецького озброєння, а провести закупівлю вже наявних на ринку зразків. Це передбачали розроблені 1 вересня 1993 тактико-технічні вимоги до автомата й ручному кулемета. Відбір моделей гвинтівок для участі в конкурсі проводила спеціальна робоча група, до якої входили представники ВПС і ВМС. Група провела відбір 10 моделей автоматів і 7 моделей ручних кулеметів. Після попереднього етапу залишилися 2 системи — австрійська Steyr AUG і німецька HK50. Після проведення порівняльних тестів на полігоні WTD91, військові зупинили свій вибір на гвинтівці HK50 і ручному кулеметі MG50 (внутріфірмові позначення G36 і MG36 відповідно) на її основі.

## Конструкція
На відміну від попередніх розробок, які мають автоматику з напіввільним затвором, G36 має схожу з американськими гвинтівками AR-18 автоматику на основі системи з коротким ходом газового поршня. Замикання ствола проводиться поворотом затвора на 7 бойових упорів, як і в AR-18. Розташована на верхній частині ствольної коробки рукоятка взведення може відгинатися в обидві сторони приблизно на 90 градусів, забезпечуючи зручність використання зброї як правшами, так і шульгами. У похідному ж положенні вона встановлюється паралельно осі зброї.
Кріпиться до ствольної коробки за допомогою поперечних штифтів ударно-спусковий механізм виконані у вигляді єдиного блоку з пістолетною рукояткою і спусковий скобою. Сам ударно-спусковий механізм має кілька варіантів, що розрізняються можливістю стрільби чергами з відсічкою по 2 набої. Запобіжник-перекладач режимів — типу прапорця, виведений на обидві сторони зброї.
Пластик широко використовується в конструкції автомата, наприклад, у ствольній коробці, ложе та складним прикладом. Завдяки тому, що цівку кріпиться до ствольної коробки штифтами, для неповного розбирання автомата необхідно лише натиснути пальцями на штифти, щоб виштовхнути їх з отворів. Магазини виконані з прозорого пластику для контролю за витрачанням боєприпасів, а також мають спеціальні кріплення, за допомогою яких можна об'єднувати магазини парами для прискорення перезарядки. Крім стандартних магазинів можуть використовуватися будь-які стандартні магазини для патронів 5,56 мм НАТО, в тому числі і Beta-C на 100 патронів.
Прицільні пристосування розташовані в задній частині ручки для перенесення, що знаходиться на верхній стороні ствольної коробки, і включають в себе оптичний і коліматорний приціли. Оптичний має 3 × збільшення, інфрачервону підсвітку прицільної сітки і далекомір; розмічений до 800 м. Коліматорний, з червоною крапкою (калібрується для стрільби на 200 м), встановлений на верхній частині оптичного прицілу. Експортні версії мають тільки оптичний приціл з збільшенням 3 × (опціонально 1,5 ×).
На G36 може встановлюватися гранатомет AG36 або багнет-ніж, також є можливість стрільби гвинтівковими гранатами.

## Варіанти

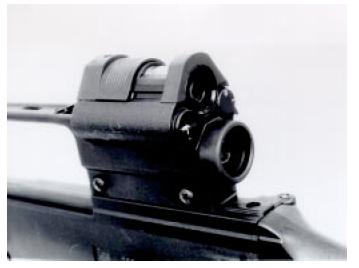
Подвійний приціл 3×4°, що використовується на автоматах G36 бундесверу

- G36 — базовий варіант, автоматична гвинтівка.
- G36K (Kurz)[1] — укорочений варіант, автомат зі стволом довжиною 318 мм.
- G36C (Compact)[1] — автомат зі стволом довжиною 228 мм і рейкою Пікатінні для кріплення різних прицілів замість рукоятки для перенесення.
- G36V і G36KV (раніше позначалися як G36E і G36KE) — експортні варіанти, що відрізняються наявністю лише оптичного прицілу кратністю 1,5 Х.
- HK MG36 — ручний кулемет на базі G36. Має більш важкий ствол біля патронника і сошки (серійно не випускався).
- SL-8 — самозарядна гвинтівка для цивільного ринку.

Також на основі G36 був розроблений автомат XM8.

## Висвітлення ЗМІ

### Зниження точності при нагріві
У квітні 2012 року Шпігель повідомив висновки проведених Бундесвером випробувань, згідно яких G36 «істотно нагрівається після кількасот пострілів», що призводить до істотного погіршення влучності на відстані понад 300 метрів. Оскільки це повідомлення було підхоплене іншими ЗМІ, Хеклер та Кох виступило із заявою, назвавши його елементом тривалої кампанії з дискредитації фірми. Гвинтівка була випробувана Федеральним бюро оборонних технологій і закупівель, тому про будь-які вади не може бути мови. За понад десять років місії Бундесверу в Афганістані Хеклер та Кох не отримували жодної скарги від солдатів на точність стрільби при перегріві. «За даними Хеклер та Кох, Бундесвер так само не отримував скарг на точність зброї.»
Через кілька тижнів Більд повідомило про внутрішній аудит технічного центру Бундесверу № 91, який підтвердив повідомлену в Шпігель інформацію. В одній з доповідей міністру обороні зазначалось: «Досліджені G36 в нагрітому стані мають зсунуту середню точку влучень, на відстані 200 метрів уже неможливо влучити у супротивника.» Бундесвер видав внутрішнє розпорядження солдатам дбати про охолодження зброї після тривалої стрілянини, інакше ускладнюється влучення у цілі на відстані понад 100 метрів. Скарги солдатів не оприлюднювались.
У вересні 2013 Шпігель повідомив, що технічний центр Бундесверу № 91 представив конфіденційну остаточну доповідь в червні 2012 року.
Після виконання 90 пострілів з G36 розкидання куль на відстані 100 метрів зростає до 50-60 сантиметрів. Основною причиною були названі виготовлені із штучних матеріалів складові гвинтівки, які втрачають жорсткість вже при 23°С. Якщо гвинтівка якийсь час знаходилась на сонці, або нагрівалась з одного боку, то відповідно і зсувалась середня точка влучень. Зменшувалась «ймовірність влучення з першого пострілу», зростала витрата боєприпасів, солдат втрачав «впевненість у власній вправності.»
17 лютого 2014 Spiegel Online повідомив, що зниження точності пов'язано з коливанням якості боєприпасів. Начебто точність зменшувалась через те, що при використанні набоїв одного виробника перегрівалась синтетична ложа зброї.
30 березня 2015 року генеральний інспектор Бундесверу Фолькер Вікер повідомив, що G36 страждає від істотного падіння точності при нагріванні ствола не залежно від використаних набоїв.
22 квітня 2015 року відбулось закрите засідання спеціального парламентського комітету, на якому міністр оборони Німеччини Урсула фон дер Ляєн заявила, що «не бачить майбутнього нинішньої G36 в Бундесвері». На засіданні були розглянуті результати порівняльного випробування гвинтівок HK G36 з іншими зразками зброї калібру 5,56×45 мм. Всі випробувані модифікації HK G36: A0, A1, A2, A3 та A4 не виконали поставлених вимог до точності — гарантовано вражати ціль на відстані 300 м з ймовірністю не гірше 90 %.
Натомість, представник Heckler & Koch заявив, що проведені дослідження — упереджено критичні до цієї гвинтівки, оскільки висувають до неї непередбачені вимоги.

### Зняття з озброєння
Внаслідок виявлених проблем з влучністю, на початку вересня 2015 року Міністерство оборони Німеччини ухвалило рішення про поступове припинення застосування та зняття з озброєння гвинтівок G36. Заміну для проблемної гвинтівки шукатимуть на відкритому тендері. Очікується, що перші зразки нової зброї почнуть надходити на озброєння Бундесверу не раніше 2019 року. Всього, планується замінити 170 000 одиниць зброї.
На перехідний період було запропоновано придбати для німецьких військових 600 гвинтівок G27P та 600 легких кулеметів MG-4.
В січні 2017 року компанії Rheinmetall та Steyr Mannlicher оголосили про створення спільного виробництва та просування на ринок штурмової гвинтівки RS-556 — модифікації гвинтівки STM-556 виробництва Steyr Mannlicher яка, в свою чергу, є подальшим розвитком AR-15. В планах обох компаній запропонувати RS-556 на конкурс як можливу заміну HK G36. Серед особливостей гвинтівки — можливість швидкої заміни ствола без потреби спеціальних інструментів. Ствольна коробка задовільняє стандартам MIL-STD-1913, STANAG 2324 (обидва стандарти — «Рейка Пікатіні») та STANAG 4694 (стандарт НАТО для подальшої модернізації рейки Пікатіні).
3 лютого 2016 року була розпочата програма System Sturmgewehr Bundeswehr (SSB), про яку широкому загалу було повідомлено в серпні 2017 року. Запрошення до участі в програмі було відправлено зацікавленим компаніям 19 квітня 2017 року. За даними польського журналу MilMag етап тестування та випробування розпочався в липні 2017 року та буде завершений в листопаді 2018 року. В грудні 2018 — квітні 2019 року Бундесвер обиратиме переможця та має оголосити про своє рішення в травні. Остаточне тестування та випробування у військах відбуватиметься протягом наступного року а постачання перших серійних зразків має розпочатись у вересні 2020 року. Очікується, що переможець конкурсу перебуватиме на озброєні до 2046 року.
Умовами конкурсу не накладено обмежень на калібр зброї (5,56 мм або 7,62 мм). За непідтвердженими даними, на конкурс були представлені H&K HK433, Steyr-Rheinmetall RS-556, та SIG Sauer MCX. Німецьке видання Die Welt дізналось, що серед висловлених умов до нової зброї була відсутність американських експортних обмежень ITAR (англ. International Traffic in Arms Regulations) на її складові. Ця умова, як вважається, надасть перевагу фірмі Heckerl & Koch перед її конкурентами.

## Бойове застосування

### Громадянська війна в Іраку
Німецький уряд надавав допомогу загонам Пешмерга для їхнього посилення в боротьбі з бойовиками Ісламської Держави. Серед переданого обладнання були й гвинтівки G36. З весни 2014 було передано 16 тисяч гвинтівок G3 та карабінів G36. Взимку 2015 було вирішено передати іще 4 тисячі карабінів G36 та 6 мільйонів набоїв до них. Також було вирішено надати 200 ракет MILAN і п'ять бронетранспортерів Dingo ATF.

## Оператори

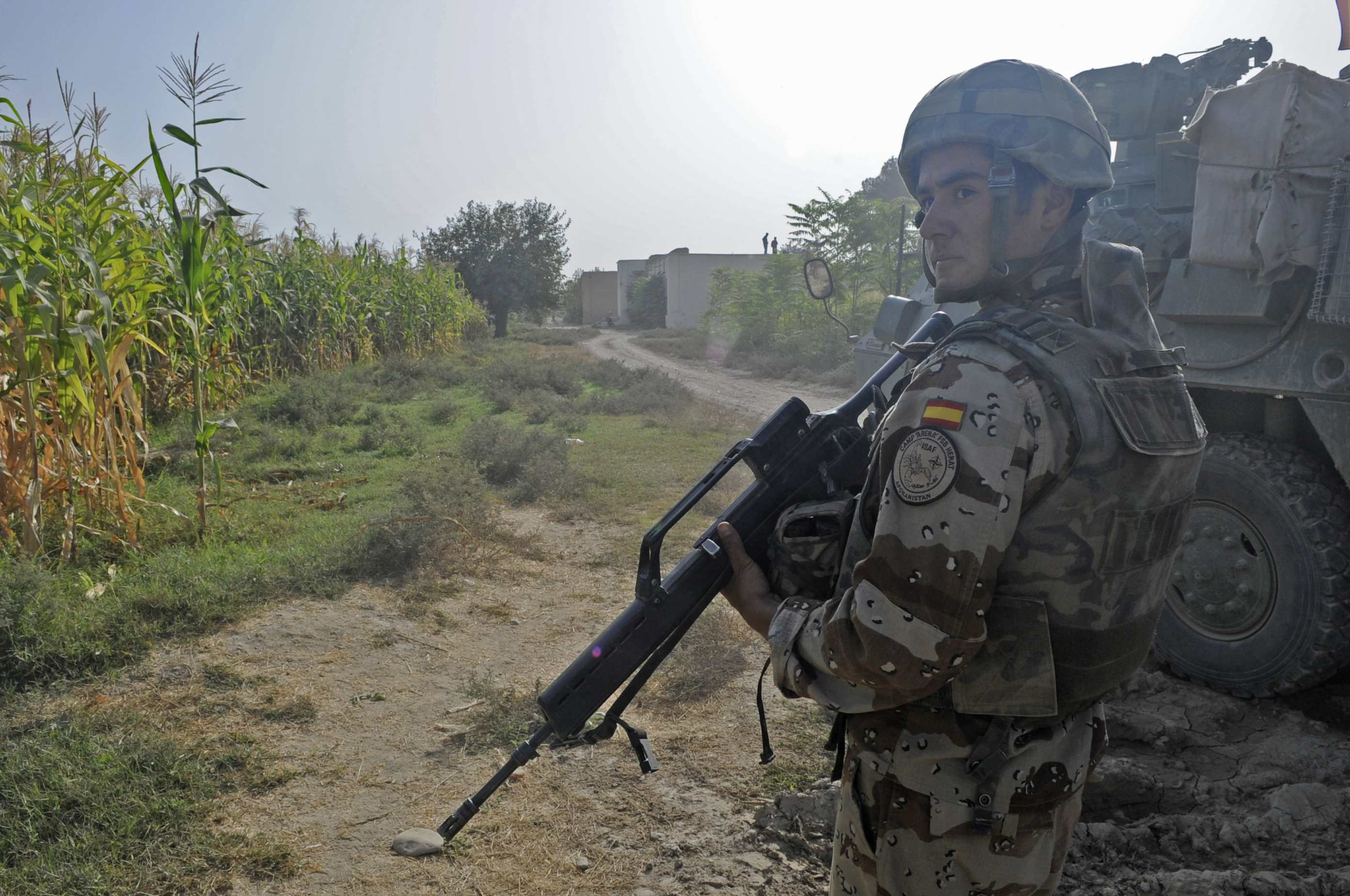
Іспанський солдат з G36V

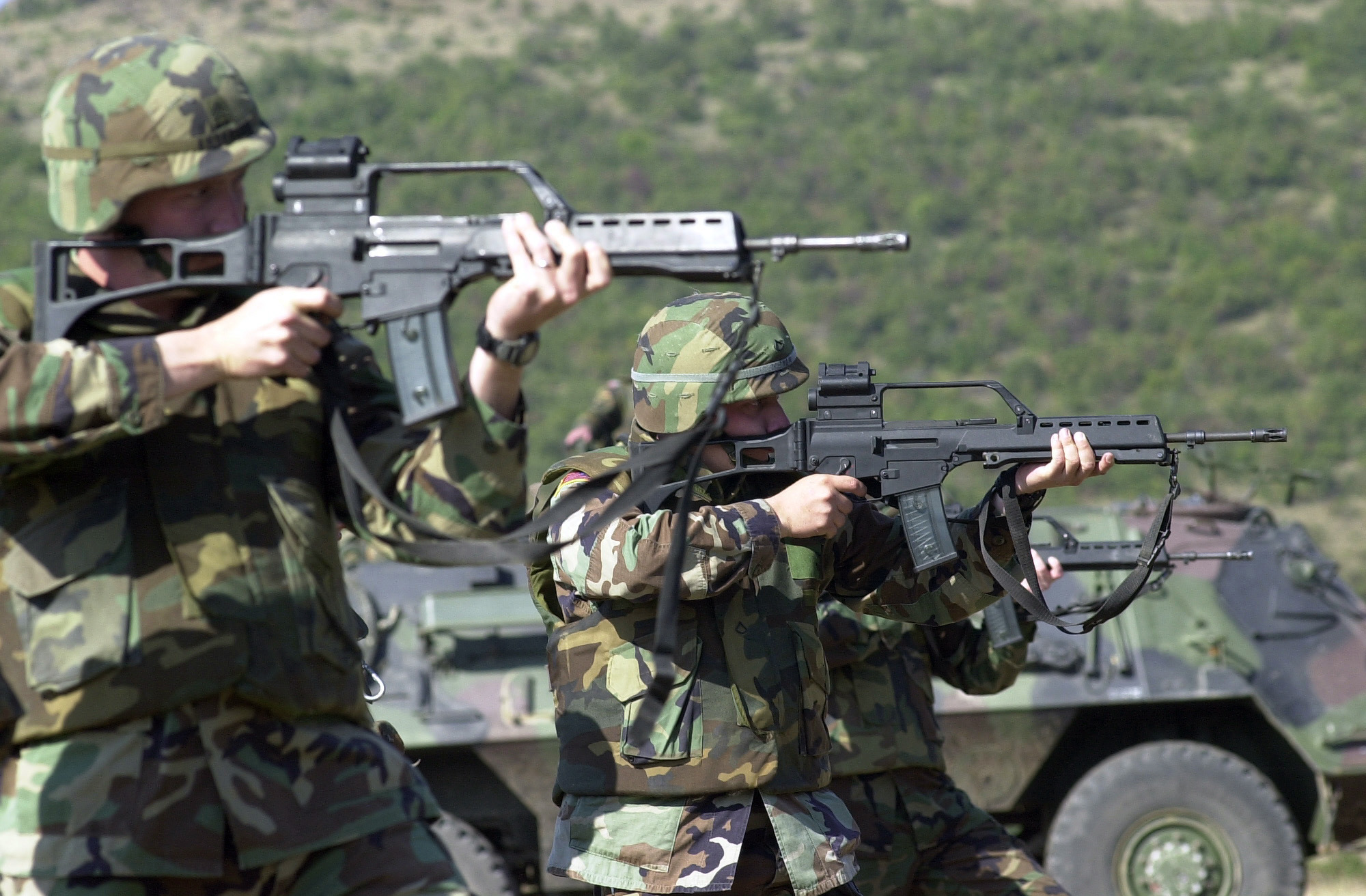
Змагання зі стрільби серед військових міжнародного контингенту в Косово

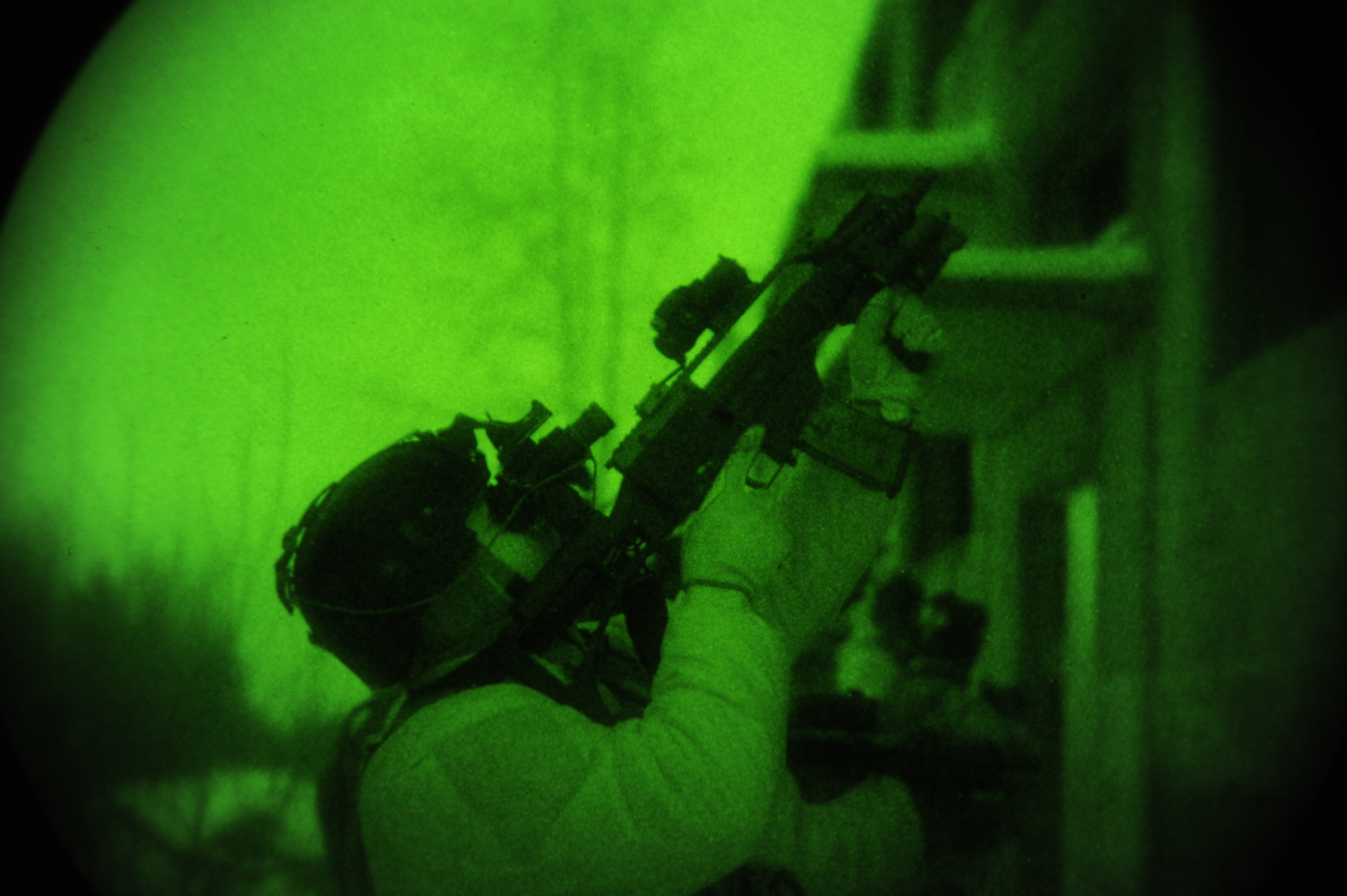
Латвійський військовий з G36C

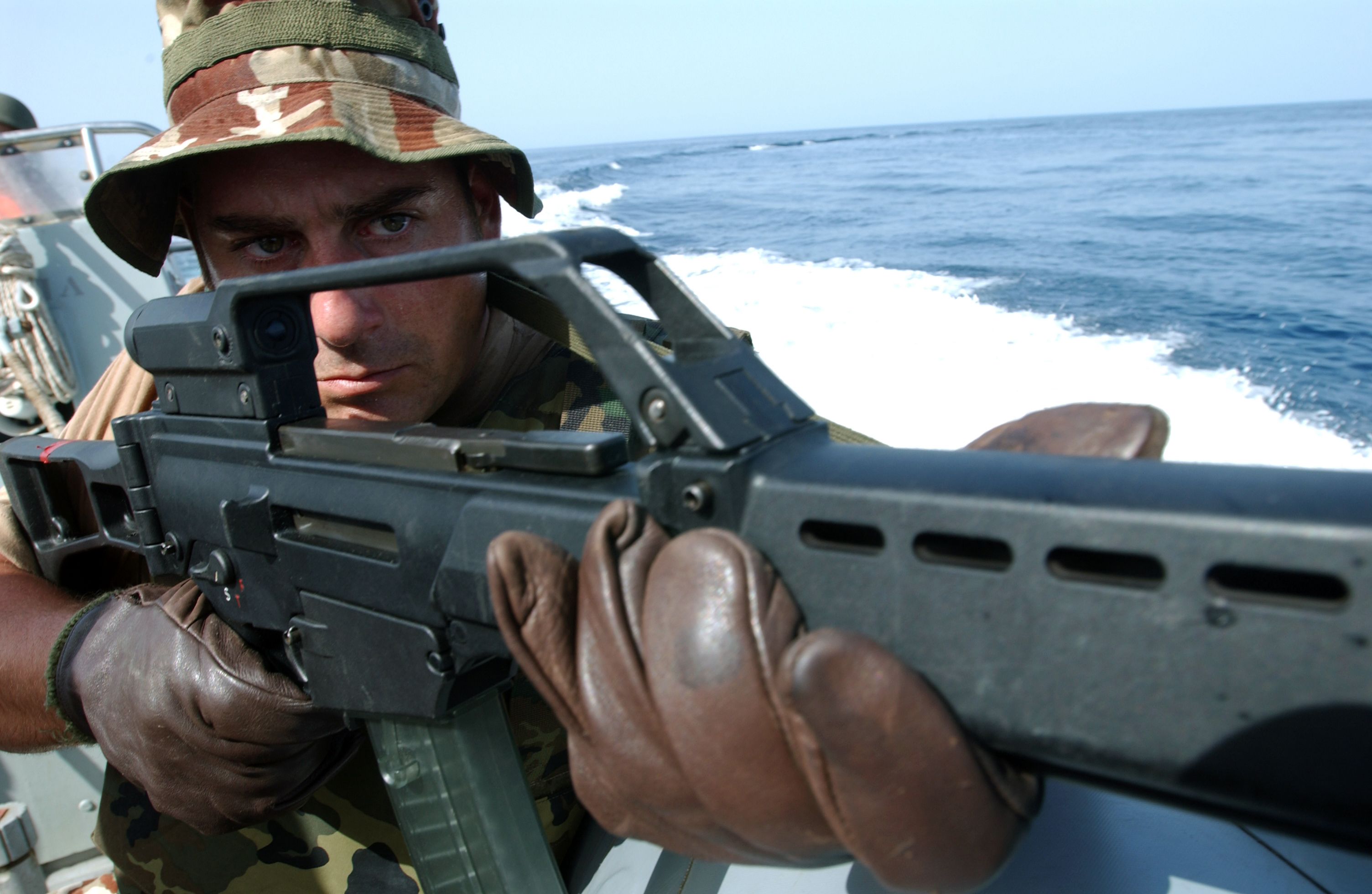
Іспанський морський піхотинець з G36E

- Єгипет — 608 одиниць[15]
- Австралія — Австралійська федеральна поліція (G36C)[16]
- Бельгія — підрозділ поліції в Антверпені[17]
- Бразилія — Федеральна поліція[18]
- Німеччина — Бундесвер,[19] Підрозділи спецпризначення SEK поліції Бранденбургу[20], BFE+ (G36C)[21]
- Франція — підрозділи GIPN[22]
- Велика Британія — SAS та SBS[23] та деякі підрозділи поліції
- Грузія — G-36K/C обидві моделі на озброєнні підрозділів спеціального призначення[24][25]
- Йорданія — підрозділи спеціального призначення[26]
- Хорватія — батальйон сил спеціальних операцій [BSD][27]
- Ірак — 8000 одиниць передані підрозділам Пешмерга[28]
- Латвія — G36KV штатна зброя механізованих підрозділів латвійського війська, підрозділів Земесардзе[29][30] В січні 2018 року між міністерством національної оборони Латвії та німецькою компанією Heckler & Koch GmbH був підписаний договір терміном на 7 років на загальну суму у 13 млн євро щодо придбання штурмових гвинтівок G36[31].
- Литва — штатна зброя штурмових підрозділів (G36V та G36KV)[32]
- Малайзія — Pasukan Khas Laut (PASKAL) антитерористичний підрозділ морської піхоти та Pasukan Gerakan Khas (PGK) антитерористичний підрозділ Королівської малайзійської поліції[33]
- Мексика — різні підрозділи поліції[34]
- Норвегія — Kystjegerkommandoen (підрозділ спеціального призначення морської піхоти)[29]
- Філіппіни — на озброєнні підрозділів спеціального призначення армії та поліції а також президентської охорони.[35]
- Португалія — морська піхота Португалії (Corpo de Fuzileiros)[36]
- Іспанія — G36V на озброєнні збройних сил.[37]
- Саудівська Аравія — на озброєнні армії та підрозділів поліції
- Таїланд ー на озброєнні сухопутних військ

### Виробники
Конструкція та будова G36 захищені патентами. Ліцензійне виробництво даного зразка вогнепальної зброї налагоджено:
- Німеччина: Heckler & Koch у Оберндорф-ам-Неккар — розробник та власник патентів.
- Іспанія: General Dynamics Santa Bárbara Sistemas у A Coruña.
- Саудівська Аравія: Military Industries Corporation (MIC) у Al-Kharj.[38] Умовами ліцензії дозволено виробництво лише для власних потреб. Існують підстави вважати, що з початку квітня 2015 року ця зброя використовується у війні в Ємені.[джерело?] Попри все, виробництво залежить від постачання деяких важливих деталей з Німеччини. Через політику суворішого контролю за військовим експортом з боку Зігмара Габріеля виникли проблеми з виконанням цього контракту.[39] В жовтні 2015 стало відомо, що Heckler & Koch подав позов до суду через відсутність рішення уряду стосовно дозволу на експорт.[40]
- Мексика: Починаючи з 2002 року Heckler & Koch вела переговори з Мексиканським урядом стосовно налагодження ліцензійного виробництва G36 для модернізації наявного виробництва HK G3. Проте переговори завершились невдачею а в 2006 році Мексика налагодила власне виробництво клонів G36 під назвою FX-05. Досі залишається відкритим питання чи відбувалась передача технологій з боку компанії до Мексики.[джерело?]